# Lingam

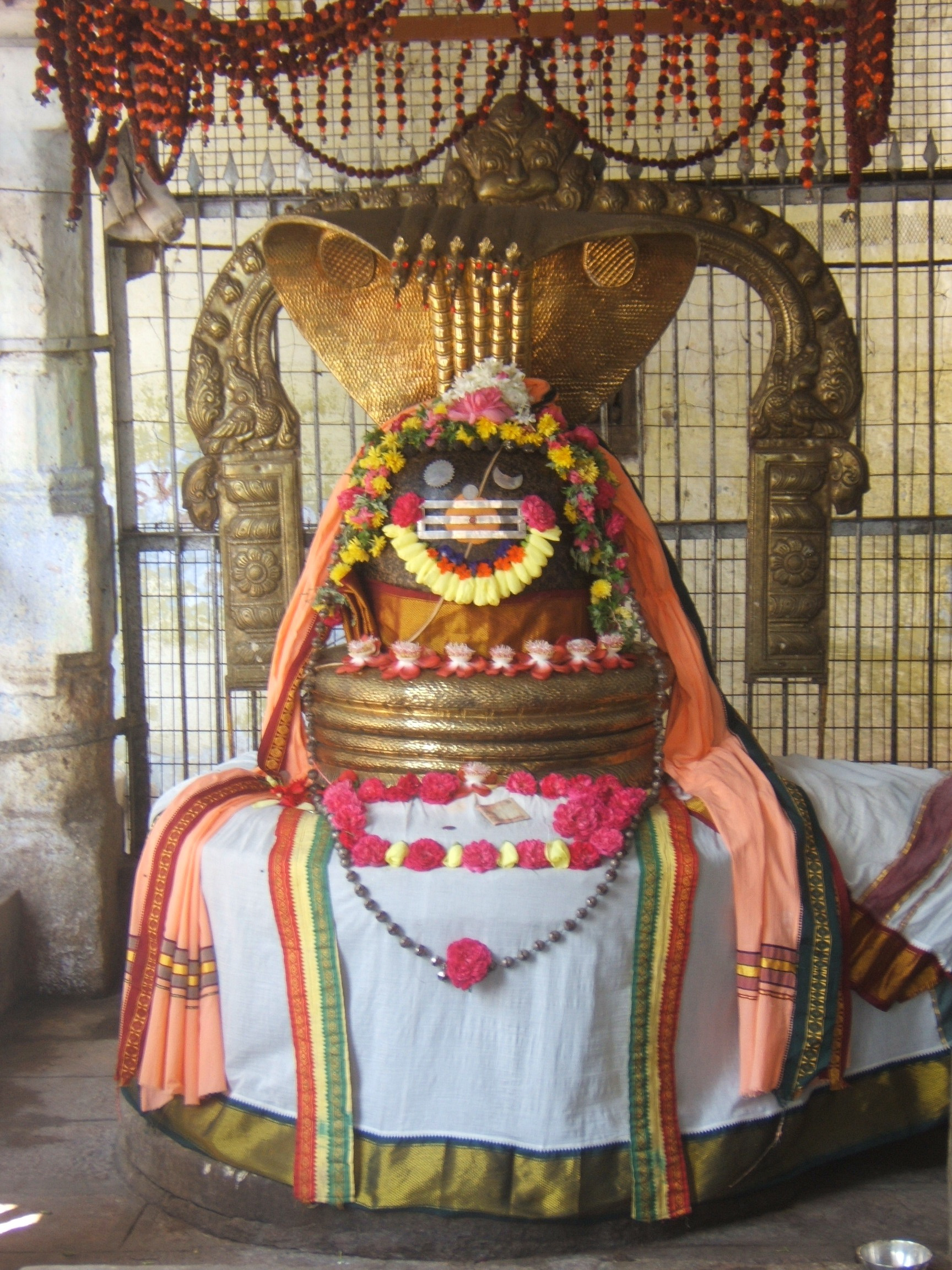
Feldíszitett Siva-lingam egy templomban

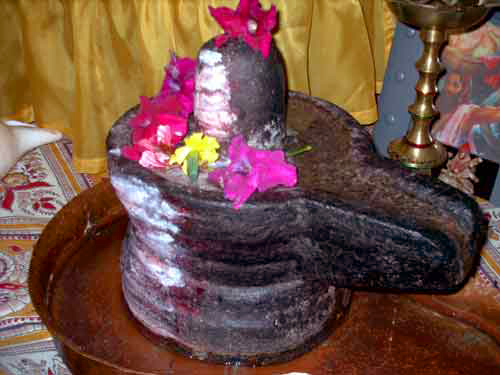
Siva-lingam a jónival ábrázolva

A lingam vagy linga (szanszkrit: लिङ्गं, hindi: लिंग, IAST: liṅgaṃ) szó jelentése: jel, szimbólum. A valóság megnyilvánult és megnyilvánulatlan aspektusait jelképezi a hinduizmusban. Siva teremtő erejének jelképe.
A Siva-lingam (vagy Siva lingája) a pusztító és egyben megújító Ísvara princípiumhoz társul az indiai bölcselet hagyományrendszerében.
A lingam szó egyik jelentése a férfi nemi szervet jelképezi és ez az asszociációs tévedés rányomta a bélyegét a lingam nyugati megítélésére és valamilyen együgyűség következtében úgy rögzült az indiai kultúrát nem vagy csak alig ismerők körében, mint Siva nemi szerve.
India - elsősorban dravida eredetű lakosai - a Siva lingamban a végtelent, a legmagasabb valóság jelképét ábrázolták. A dél-indiai folyók rengeteg olyan márványhoz hasonló követ hordtak a partra, amelyeket elliptikusra, tojásdad formájúra csiszoltak a rohanó víz évezredei. Az ellipszoid megnyúlt alakú gömb, amelynek két fókuszpontja van. Az ellipszoid (másodrendű felület) a Siva-sakti, Siva teremtő erejének jelképe. A másik - szimmetrikus - rész Siva megnyilvánulatlan erejét testesíti meg. Tehát Siva a megnyilvánulatlan, míg a sakti a megnyilvánult.
A templomokban, otthonokban, vagy bárhol, ahol Siva-lingamot emeltek, az ellipszoid oly módon van felállítva, hogy egyik (egyenlő nagyságú) fele a földbe van ásva, a másik fele pedig a felszín alatt marad. A látható, felszínen levő rész jelképezi a felismerhető, megnyilvánult anyagi világot, a kettősségek birodalmát. A földbe ásott, láthatatlan rész szimbolizálja a láthatatlan szubsztrátumot, a látható rész tartópillérét, azaz Sivát, a megnyilvánulatlan legmagasabb valóság reprezentánsát.
A lingamot gyakran együtt ábrázolják a jónival (szanszkrit: योनि yoni, szó szerint "vagina" vagy "anyaméh"), amely Adisakti istennő jelképe, a  kreatív női energiáé.
A hindu filozófia által a legfontosabb , legalapvetőbbnek tartott egyetemes törvény az anyag- és energiamegmaradás törvényének értelmében nem létezhet pusztítás teremtés és teremtés pusztítás nélkül. Siva energiája tehát, a Siva-sakti, a teremtés-pusztítás kettősségében ugyanazt jelenti, így a lingam jelképében az univerzumot testesíti meg.
A mindennapokban a Siva-lingamnak felajánlott áldozatok a mindenség két aspektusának címzett emberi szimbólumok.